# Listă de comitate din statul Nevada
Nevada are 16 comitate și un oraș independent. Peste 70 % din populația statului locuiește în Comitatul Clark. 

## Listă de comitate din statul Nevada
| Coumitatul | Populația 1 iulie 2007 | Sediul          | Populația 1 iulie 2007 |
| ---------- | ---------------------- | --------------- | ---------------------- |
| Churchill  | 24.891                 | Fallon          | 8473                   |
| Clark      | 1.836.333              | Las Vegas       | 558.880                |
| Douglas    | 45.406                 | Minden          | 3108                   |
| Elko       | 47.010                 | Elko            | 17.180                 |
| Esmeralda  | 695                    | Goldfield       | 314                    |
| Eureka     | 1559                   | Eureka          | 1056                   |
| Humboldt   | 17.523                 | Winnemucca      | 7995                   |
| Lander     | 5104                   | Battle Mountain | 2573                   |
| Lincoln    | 4759                   | Pioche          | 2126                   |
| Lyon       | 52.479                 | Yerington       | 3871                   |
| Mineral    | 4774                   | Hawthorne       | 3156                   |
| Nye        | 44.116                 | Tonopah         | 3499                   |
| Pershing   | 6376                   | Lovelock        | 1889                   |
| Storey     | 4193                   | Virginia City   | 2517                   |
| Washoe     | 406.079                | Reno            | 214.853                |
| White Pine | 9146                   | Ely             | 4008                   |

## Formare comitate
1. Comitatul Churchill, unul dintre cele 9 comitate originare din 1861.
2. Comitatul Clark, comitat format în 1908 din Lincoln County.
3. Comitatul Douglas, unul dintre cele 9 comitate originare din 1861.
4. Comitatul Elko, comitat format în 1869 dintr-o parte a Lander County.
5. Comitatul Esmeralda, unul dintre cele 9 comitate originare din 1861.
6. Comitatul Eureka, comitat format în 1873 dintr-o parte a Lander County.
7. Comitatul Humboldt, unul dintre cele 9 comitate originare din 1861.
8. Comitatul Lander, comitat format în 1862 din părți ale Churchill County și Humboldt County.
9. Comitatul Lincoln, format în 1866 din părți ale comitatului Nye și teritoriu cedat de Arizona, vedeți Nevada Territory.
10. Comitatul Lyon, unul dintre cele 9 comitate originare din 1861.
11. Comitatul Mineral, creat în 1911 dintr-o parte a Esmeralda County.
12. Comitatul Nye, format în 1864 dintr-o parte a Esmeralda County.
13. Comitatul Pershing, format în 1919 dintr-o parte a Humboldt County.
14. Comitatul Storey, unul dintre cele 9 comitate originare din 1861.
15. Comitatul Washoe, unul dintre cele 9 comitate originare din 1861.
16. Comitatul White Pine, format în 1869 dintr-o parte a Lander County.

- Carson City Nevada, capitala statului, format în 1969 din Comitatul Ormsby (vezi secțiunea Comitate desființate).

## Comitate desființate
- Comitatul Bullfrog, Nevada, format în 1987 dintr-o parte a Nye county, dar desființat în 1989.
- Comitatul Lake, Nevada, unul din cele 9 comitate originare formate în 1861, renumit Roop County în 1862. Porțiuni ale acestuia au fost anexate în 1883 de către Washoe County, iar restul a devenit Comitatul Lassen, California în 1864.
- Comitatul Ormsby, Nevada, unul dintre cele 9 comitate originare fondate în 1861 care a fost transformat în Carson City, Nevada în 1969.